# Георге Горня
Георге Горня (рум. Gheorghe Gornea, 2 серпня 1944, Сіная — 31 грудня 2005, Сіная) — румунський футболіст, що грав на позиції воротаря.
Виступав, зокрема, за клуби «Стяуа» та УТА (Арад), а також національну збірну Румунії.
Дворазовий чемпіон Румунії. Володар Кубка Румунії.

## Клубна кар'єра
Народився 2 серпня 1944 року в місті Сіная. Вихованець місцевого клубу «Карпаці».
У дорослому футболі дебютував 1964 року виступами за команду клубу «Стяуа», в якій провів два сезони, взявши участь у 3 матчах чемпіонату. 
Своєю грою за цю команду привернув увагу представників тренерського штабу клубу УТА (Арад), до складу якого приєднався 1966 року. Відіграв за арадську команду наступні п'ять сезонів своєї ігрової кар'єри. Більшість часу, проведеного у складі УТА, був основним голкіпером команди. За цей час двічі виборював титул чемпіона Румунії.
Згодом з 1971 по 1973 рік грав у складі команд клубів «Бая-Маре» та «Решица».
Завершив професійну ігрову кар'єру у клубі «Вагонул» (Арад), за команду якого виступав протягом 1973—1976 років.

## Виступи за збірну
1968 року дебютував в офіційних матчах у складі національної збірної Румунії. Протягом кар'єри у національній команді, яка тривала 3 роки, провів у формі головної команди країни 4 матчі.
У складі збірної був учасником чемпіонату світу 1970 року у Мексиці, де був одним з резервних голкіперів і на поле не виходив.

## Титули і досягнення
- Чемпіон Румунії (2):

УТА (Арад): 1968-1969, 1969-1970
- Володар Кубка Румунії (1):

«Стяуа»: 1965-1966